# 줘수이강

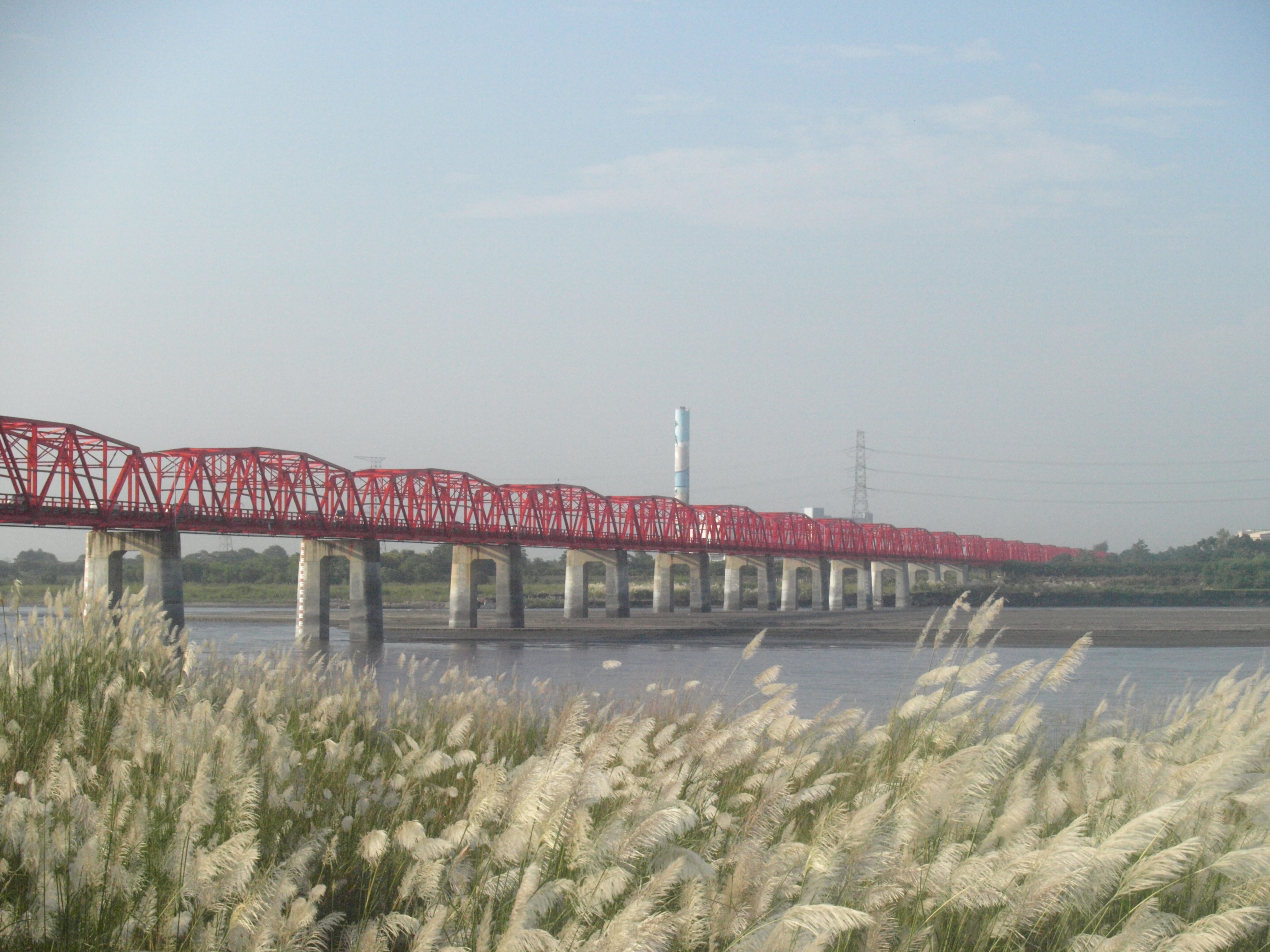
주수이강 위의 시뤄 대교

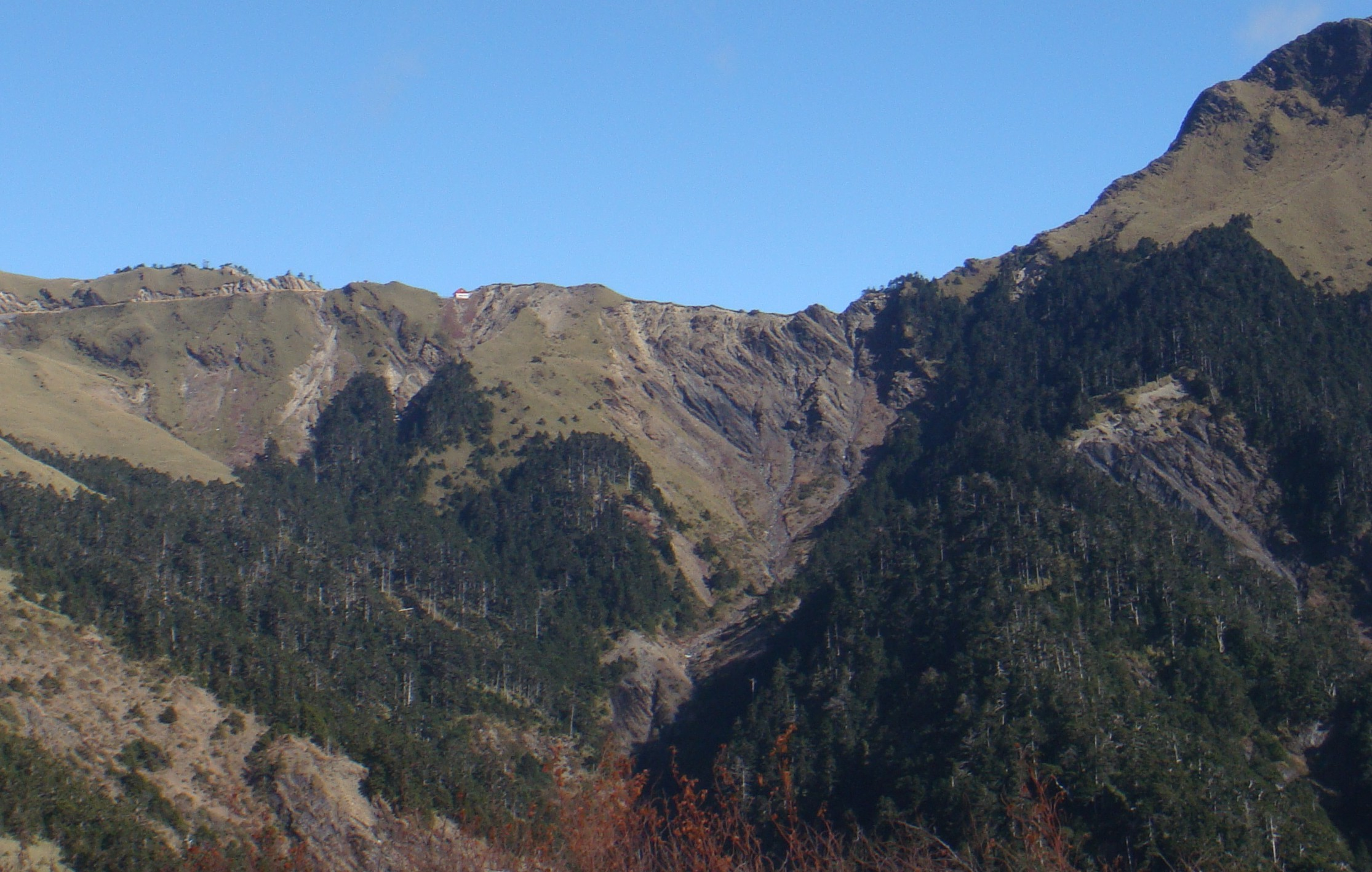
허환산 우링의 주수이강 발원지

줘수이강(중국어 정체자: 濁水溪), 또는 초수이강이나 주어수이강으로도 불리며, 총 길이 203 km (126 mi)로 중화민국에서 가장 긴 강이다. 이 강은 난터우현에서 발원하여 현의 서쪽 경계까지 흐른 다음, 윈린현과 장화현 사이의 경계를 형성한다. 이 강은 중화민국의 비공식적인 남북 경계 역할을 한다.
이 강은 상류에서 우서댐과 우제댐에 의해, 그리고 하류에서는 지지 저수지에 의해 댐화되었다. 최근 몇 년간, 강 주변 환경은 지지진에 댐을 건설하고 콘크리트 산업의 지속적인 활동으로 인해 심각하게 퇴화되었다.

## 지류
- 천유란강
- 수이리강
- 카서강

## 다리
- 시뤄 대교

## 댐
- 지지 저수지
- 우제댐

## 같이 보기
- 중화민국의 강 목록
- 중화민국의 지역

## 추가 자료
- Shaw, Rajib; Thaitakoo, Danai, 편집. (2010년 6월 10일). 〈Chapter 13 The Water Community Case of Chou-Shui River in Taiwan〉. 《Water Communities : Community, Environment and Disaster Risk Management : Volume 2》. Emerald Group Publishing Limited. 241–262쪽. ISBN 978-1849506984. 2015년 2월 1일에 확인함.